# Шлерн
Шлерн  (нем. Schlern, итал. Sciliar, лад. Sciliër) — гора в Доломитовых Альпах в северной Италии. Гора находится на западе Доломитовых Альп, в Южном Тироле. Расположенная приблизительно 15 километров к востоку от города Больцано. Шлерн входит в заповедник Натурпарк Шлерн-Розенгартен.

## Описание
Самая высокая вершина - Пец 2563 м. Шлерн имеет форму плато, в центре плато Пец, на севере над плато вершина Бургшталль (2515м) и на западе вершины Габельс Мулль (2390м) и Юнгшлерн (2280м). На севере перед плато два пика: Ойрингершпице (2394м) и Сантершпице (2413м). К северо-востоку от Шлерн находится большой высокогорный луг Сайсер Альм, площадь которого составляет 57 км².

## Геология
Шлерн в основном состоит из Доломит Триасового периода. Осадочные горные породы находятся под и над вулканитами ладинского века.

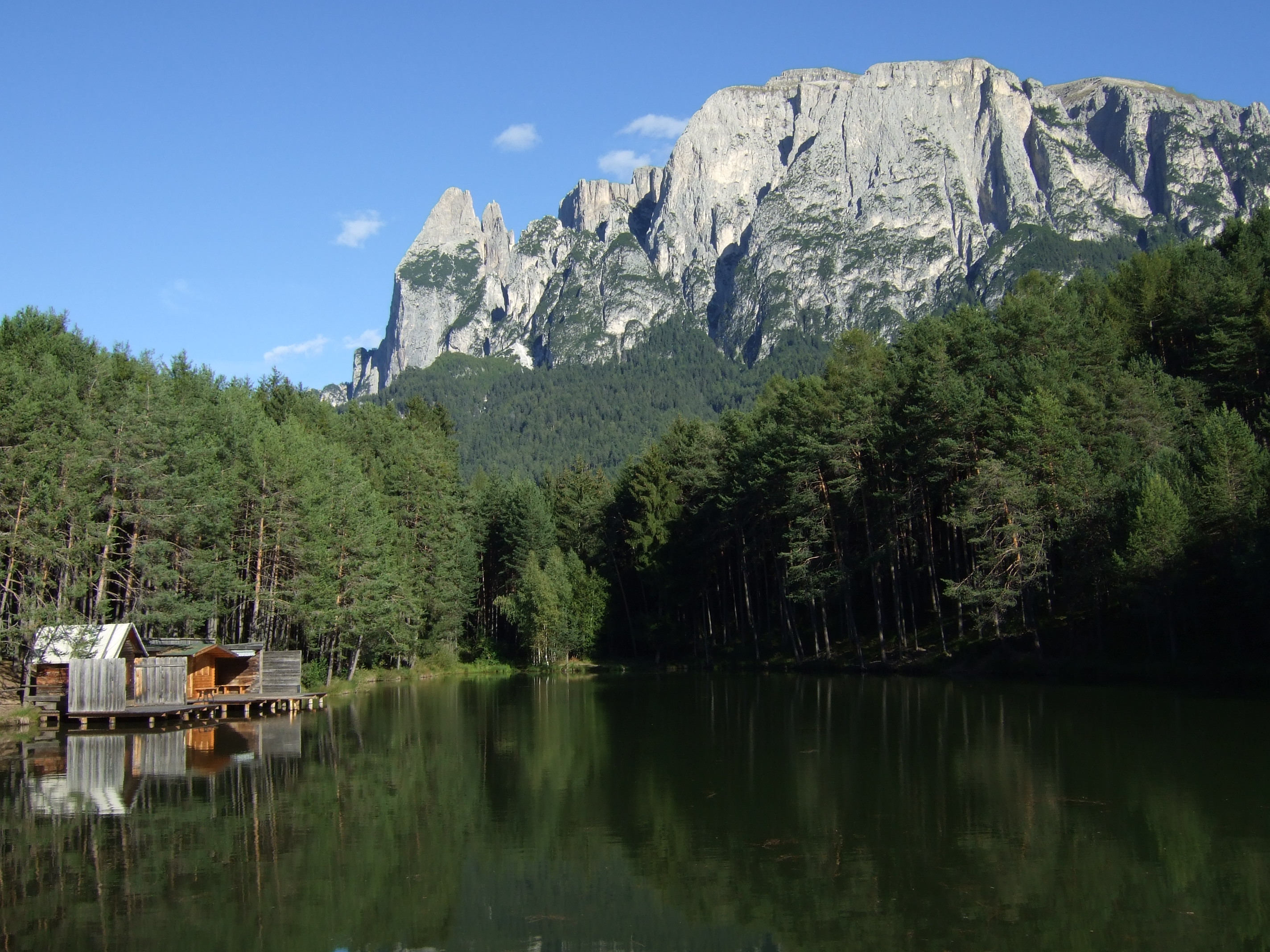
Шлерн с пруда Гфлирер Вайер у Фие-алло-Шилиар